# Honden
Honden (japonsky: 本殿) je pojem, kterým se v šintoismu označuje ta nejposvátnější část šintoistické svatyně. Tento prostor je vyhrazen kami a výhradně kněžím, kteří mají za úkol se o kami starat (přinášet jim obětiny, modlit se za ně apod.). Veřejnosti nebývá honden zpřístupněn, výjimkou jsou různé náboženské festivaly. Honden většinou tvoří samotný střed svatyně či komplexu svatyní; střed hondenu zase tvoří gošintai, což je místo v podobě skály, sochy či zrcadla, kde mají kami přebývat.